# Richard Christian Matheson
Richard Christian Matheson (Santa Monica, 14 ottobre 1953) è uno scrittore statunitense, autore di romanzi e racconti dell'orrore oltre che di sceneggiature per il cinema.

## Biografia
È il figlio dello scrittore e sceneggiatore Richard Matheson.

## Opere

### Racconti
- Graduation (1977)
- Dead End (1979)
- Unknown Drives (1979)
- Conversation Piece (1979)
- Where There's a Will (1980) con Richard Matheson
- Holiday (1982)
- The Dark Ones (1982)
- Sentences (1982)
- The Beholder (1983)
- Mr. Right (1984)
- Il Terzo Vento (Third Wind) (1984)
- Echoes (1986)
- Intruder (1986)
- Magic Saturday (1986)
- Rosso (1986)
- Vampiro (Vampire) (1986)
- The Good Always Comes Back (1986)
- Cancelled (1986)
- Break-Up (1987)
- Commuters (1987)
- Letto di morte (Deathbed) (1987)
- Dust (1987)
- Escrescenze (Goosebumps) (1987)
- Inferno (Hell) (1987)
- Incorporation (1987)
- Mobius (1987)
- Mugger (1987)
- Obsolete (1987)
- Timed Exposure (1987)
- Wonderland (1987) con William Relling Jr.
- Sirene (Sirens) (1988)
- Eyes (1989)
- I'm Always Here (1989)
- Risveglio (Arousal) (1990)
- Region of the Flesh (1991)
- Hiding (1991)
- Mutilator (1992)
- Groupies (1992)
- The Edge (1993)
- Menage a Trois (1994)
- Visit to a Psychic Surgeon (1994)
- Bleed (1995)
- Oral (1996)
- The Screaming Man (1996)
- Per favore aiutatemi (Please Help Me) (1997)
- Wyom... (1997)
- The Film (1997)
- Whatever (Whatever) (1997)
- The Great Fall (1998)
- Barking Sands (2000)
- Bedlam (2000)
- Pride (2002) con Richard Matheson
- Slaves of Nowhere (2002)
- City of Dreams (2005)
- Making Cabinets (2006)
- Venturi (2009)
- How to Edit (2009)
- Bulimia (2009)
- Madri-Gall (a skit for the stage) (2009) con Richard Matheson
- Transfiguration (2010)
- Interrogation (2011)
- Last Words (2011)
- Stephen King's Battleground (2012)
- The Ritual of Illusion (2013)
- Kriss Kross Applesauce (2013)
- Setting (2014)

#### Poesie
- Vampire (1986)

#### Chapbooks
- Holiday (1988)
- The Ritual of Illusion (2013)

#### Romanzi
- Created By (1993)

#### Collezioni
- Scars (1987)
- Dystopia: Collected Stories (2000)

#### Antologie di racconti
- Stephen King's Battleground (2012)
- Four for Fantasy (2013) con Brian W.

### Edizioni italiane
Nel 2020 viene pubblicata per la prima volta in italiano l'antologia di racconti Zoopraxis, edita da Independent Legions Publishing e riservata ai lettori elite.

## Filmografia

### Sceneggiatore

#### Cinema
- L'ora della rivincita (Three O'Clock High), regia di Phil Joanou (1987)
- Se hai un dubbio... prendine due (It Takes Two), regia di David Beaird (1988)
- Poliziotti a due zampe (Loose Cannons), regia di Bob Clark (1990)
- Mobius, regia di Jonas Govaerts - cortometraggio (2004)
- Abused, regia di Jonas Govaerts - cortometraggio (2008)
- Voices of Midway, regia di Scott Levitta - cortometraggio (2014)
- Nightmare Cinema, regia collettiva (2018) - (episodio "Mirari")

#### Televisione
- Tre cuori in affitto (Three's Company) – serie TV, episodio 3x04 (1978)

- Stop Susan Williams – serie TV, episodio 1x03 (1979)
- Lobo (The Misadventures of Sheriff Lobo) – serie TV, episodio 1x01 (1979)
- L'incredibile Hulk (The Incredible Hulk) – serie TV, episodi 1x07-2x13-3x09 (1978-1979)
- The Girl Who Saved the World, regia collettiva – film TV (1979)
- Stone – serie TV, episodio 1x08 (1980)
- Enos – serie TV, episodio 1x04 (1980)
- Truck Driver (B.J. and the Bear) – serie TV, episodio 3x07 (1981)
- Il principe delle stelle (The Powers of Matthew Star) – serie TV, episodi 1x05-1x09-1x11 (1982)
- Supercar (Knight Rider) – serie TV, episodio 1x13 (1982)
- Hardcastle & McCormick (Hardcastle and McCormick) – serie TV, 4 episodi (1984-1985)
- Hunter – serie TV, episodi 1x15-1x18 (1985)
- A-Team (The A-Team) – serie TV, 25 episodi (1983-1986)
- Storie incredibili (Amazing Stories) – serie TV, episodi 2x03-2x21 (1986-1987)
- I racconti della cripta (Tales from the Crypt) – serie TV, episodio 3x11 (1991)
- Un raggio di luna per Dorothy Jane (The Torkelsons) – serie TV, episodi 1x13-1x17-1x20 (1992)
- Eclisse letale (Full Eclipse), regia di Anthony Hickox – film TV (1993)
- L'altra dimensione (Sole Survivor), regia di Mikael Salomon – film TV (2000)
- Paradise, regia di Frank Pierson – film TV (2004)
- It Waits, regia di Steven R. Monroe – film TV (2005)
- Incubi e deliri (Nightmares & Dreamscapes: From the Stories of Stephen King) – miniserie TV, episodio 1x01 (2006)
- Masters of Horror – serie TV, episodi 1x03-2x01 (2005-2006)
- Splatter – serie TV, 10 episodi (2009)
- Chemistry – serie TV, 13 episodi (2011)
- Happy Face Killer, regia di Rick Bota – film TV (2014)
- Big Driver, regia di Mikael Salomon – film TV (2014)